# Tezontepec
Esta página se refiere a una localidad. Para el municipio homónimo véase Municipio de Villa de Tezontepec
Tezontepec es una localidad mexicana, cabecera del municipio de Villa de Tezontepec en el estado de Hidalgo.

## Geografía
Se encuentra en el Valle de Tizayuca, le corresponden las coordenadas geográficas 19°52′47.499″ de latitud norte y 98°49′9.444″ de longitud oeste, con una altitud de 2321 m s. n. m. Cuenta con un clima semiseco templado; registra una temperatura media anual de 14.5 °C, una precipitación pluvial de 508 milímetros por año y el período de lluvias es de abril a agosto.
En cuanto a fisiografía se encuentra en la provincia de la Eje Neovolcánico, dentro de la subprovincia de Lagos y Volcanes de Anáhuac; su terreno es de lomerío. En lo que respecta a la hidrología se encuentra posicionado en la región del Pánuco, dentro de la cuenca el río Moctezuma, y en la subcuenca del río Tezontepec.

## Demografía
De acuerdo con el Censo de Población y Vivienda 2020 del INEGI; la localidad tiene una población de 6213 habitantes, lo que representa el 47.67 % de la población municipal. De los cuales 2997 son hombres y 3216 son mujeres; con una relación de 93.19 hombres por 100 mujeres.
Las personas que hablan alguna lengua indígena, es de 31 personas, alrededor del 0.50 % de la población de la ciudad. En la ciudad hay 38 personas que se consideran afromexicanos o afrodescendientes, alrededor de 0.61 % de la población de la ciudad.
De acuerdo con datos del censo INEGI 2020, unas 5393 declaran practicar la religión católica; unas 230 personas declararon profesar una religión protestante o cristiano evangélico; 10 personas declararon otra religión; y unas 575 personas que declararon no tener religión o no estar adscritas en alguna.
| Gráfica de evolución demográfica de Tezontepec entre 1900 y 2020 |
|                                                                  |
| Población registrada por los censos y conteos del INEGI.         |